# Município de Canaan (condado de Morrow, Ohio)
Localização do Ohio nos E.U.A.
O município de Canaan (em inglês: Canaan Township) é um local localizado no condado de Morrow no estado estadounidense de Ohio. No ano 2010 tinha uma população de 963 habitantes e uma densidade populacional de 13,54 pessoas por km².

## Geografia
O município de Canaan encontra-se localizado nas coordenadas 40° 36′ 16″ N, 82° 54′ 51″ O. Segundo a Departamento do Censo dos Estados Unidos, o município tem uma superfície total de 71.1 km², da qual 71,1 km² correspondem a terra firme e (0 %) 0 km² é água.

## Demografia
Segundo o censo de 2010, tinha 963 pessoas residindo no município de Canaan. A densidade de população era de 13,54 hab./km².